# جولی مکارت
جولی مکارت (انگلیسی: Julie Machart؛ زادهٔ ۱۸ آوریل ۱۹۸۹) بازیکن فوتبال اهل فرانسه است.
وی همچنین در تیم‌های ملی فوتبال زنان فرانسه، و زنان فرانسه، و زنان فرانسه، بازی کرده‌است.